# 1860 w muzyce
Wydarzenia muzyczne w 1860 roku.

## Wydarzenia
- 11 stycznia – w wiedeńskim Hofburgu odbyła się premiera „Kammerball-Polka” op.230 Johanna Straussa (syna)[1][2]
- 24 stycznia – w wiedeńskiej Sophiensaal miała miejsce premiera walca „Lebenswecker” op.232 Johanna Straussa (syna)[1][2]
- 31 stycznia – w wiedeńskiej Sophiensaal miała miejsce premiera walca „Sentenzen” op.233 Johanna Straussa (syna)[1][2]
- 4 lutego – w paryskim Théâtre Favart miała miejsce premiera opery Le roman d'Elvire Ambroise’a Thomasa[1][2]
- 7 lutego – w Teatrze Wielkim w Warszawie miała miejsce premiera opery Hrabina Stanisława Moniuszki[1][2]
- 10 lutego
  - w hamburskiej Wörmerscher Saal miała miejsce premiera „Serenade No. 2” op. 16 Johannesa Brahmsa[1][2][3]
  - w Paryżu odbyła się premiera opery Le carnaval des revues Jacques’a Offenbacha[1][2]
- 14 lutego – w wiedeńskiej Sophiensaal miała miejsce premiera walca „Accelerationen” op.234 Johanna Straussa (syna)[1][2]
- 18 lutego – w paryskim Théâtre-Lyrique miała miejsce premiera opery Philémon et Baucis Charles’a Gounoda[1][2]
- 20 lutego – w wiedeńskim Sperl Ballroom miała miejsce premiera walca „Immer heiterer” op.235 Johanna Straussa (syna)[1][2]
- 26 lutego – w wiedeńskim Volksgarten miejsce premiera „Taubenpost” op.237 Johanna Straussa (syna)[1][2]
- 21 marca – w Wiedniu odbyła się premiera „Ballad” op.10/2-3 Johannesa Brahmsa[1][2]
- 25 marca – w paryskiej Salle Pleyel miała miejsce premiera Symphony No.2 op.55 Camille’a Saint-Saëns[1][2][4]
- 27 marca – w Paryżu odbyła się premiera operetki Daphnis et Chloé Jacques’a Offenbacha[1][2]
- 18 kwietnia – w wiedeńskim Zum großen Zeisig miała miejsce premiera „Orpheus-Quadrille” op.236 Johanna Straussa (syna)[1][2]
- 6 maja – w wiedeńskim Ungers Casino miała miejsce premiera „Die Pariserin” op.238 Johanna Straussa (syna)[1][2]
- 7 maja – w Paryżu odbyła się premiera opery Rita, ou Le mari battu Gaetana Donizettiego[1][2]
- 25 maja – w lipskim Gewandhaus miała miejsce premiera „Rosenfest Overture” Arthura Sullivana[1][2]
- 9 czerwca – w Lipsku odbyła się premiera „Koncertu wiolonczelowego a-moll” op.129 Roberta Schumanna[1][2]
- 3 sierpnia – w Baden-Baden w Theater der Stadt miała miejsce premiera opery La colombe Charles’a Gounoda[1][2][5]
- 8 września – w Mediolańskim Konserwatorium miała miejsce premiera kantaty „Il quattro giugno” kompozycji Arrigo Boito oraz Franco Faccio[1][2]
- 2 października – w Pawłowsku odbyła się premiera „Maskenzug-Polka” op.240 Johanna Straussa (syna)[1][2]
- 4 października – w wiedeńskiej Dianabad-saal miała miejsce premiera walca „Schwärmereien” op.253 Johanna Straussa (syna)[1][2]
- 14 października – w Pawłowsku odbyła się premiera „Fantasieblümchen” op.241 Johanna Straussa (syna)[1][2]
- 20 października – w hanowerskim Saal des Museums miała miejsce premiera „String Sextet No.1” op.18 Johannesa Brahmsa[1][2][6]
- 8 listopada – w Weimarze odbyła się premiera „Künstlerfestzug zur Schillerfeier 1859” S.114 Ferenca Liszta[1][2]
- 26 listopada – w Paryżu odbyła się premiera baletu Le papillon Jacques’a Offenbacha[1][2]
- 16 grudnia – w Warszawie odbyła się premiera niedokończonej opery Rokiczana Stanisława Moniuszki[1][2]
- 24 grudnia – w paryskiej Salle Favart miała miejsce premiera opery Barkouf Jacques’a Offenbacha[1][2]

## Urodzili się
- 14 stycznia – Atanas Badew, macedoński lub bułgarski kompozytor i pedagog, autor utworów muzyki cerkiewnej, pieśni dziecięcych i aranżacji utworów ludowych (zm. 1908)
- 19 stycznia – Erik Åkerberg, szwedzki kompozytor, organista i pedagog muzyczny (zm. 1938)
- 28 lutego – Mario Ancona, włoski śpiewak operowy (baryton) (zm. 1930)
- 13 marca – Hugo Wolf, austriacki kompozytor (zm. 1903)
- 22 kwietnia – Aleksander Bandrowski, polski śpiewak operowy (tenor), librecista, tłumacz, aktor prowincjonalny w Galicji (zm. 1913)
- 4 maja – Emil Nikolaus von Rezniček, austriacki kompozytor czeskiego pochodzenia (zm. 1945)
- 22 maja – Feliks Konopasek, polski kompozytor, dyrygent i pedagog muzyczny (zm. 1930)
- 29 maja – Isaac Albéniz, hiszpański kompozytor i pianista (zm. 1909)
- 10 czerwca – Hariclea Darclée, rumuńska śpiewaczka operowa (sopran spinto) pochodzenia greckiego (zm. 1939)
- 25 czerwca – Gustave Charpentier, francuski kompozytor (zm. 1956)
- 7 lipca – Gustav Mahler, austriacki kompozytor i dyrygent (zm. 1911)
- 21 lipca – Oreste Riva, włoski kompozytor muzyki kameralnej (zm. 1936)
- 1 września – Cleofonte Campanini, włoski dyrygent (zm. 1919)
- 18 września – Alberto Franchetti, włoski kompozytor (zm. 1942)
- 11 października – Fernando De Lucia, włoski śpiewak operowy (tenor) (zm. 1925)
- 18 listopada – Ignacy Jan Paderewski, polski pianista, kompozytor, polityk, premier (zm. 1941)
- 23 listopada – Lola Beeth, austriacka śpiewaczka operowa (sopran) (zm. 1940)
- 4 grudnia – Lillian Russell, amerykańska aktorka i pieśniarka (zm. 1922)
- 18 grudnia – Edward MacDowell, amerykański kompozytor i pianista epoki romantyzmu (zm. 1908)

Data dzienna nieznana
- Aleksander Januszek, polski lutnik (zm. 1916)
- Eugenia Mantelli, włoska śpiewaczka operowa (sopran) (zm. 1926)

## Zmarli
- 26 stycznia – Wilhelmine Schröder-Devrient, niemiecka śpiewaczka operowa (sopran) (ur. 1804)
- 29 lutego – George Bridgetower, brytyjski wirtuoz skrzypiec i kompozytor (ur. 1778)
- 6 marca – Friedrich Dotzauer, niemiecki wiolonczelista i kompozytor (ur. 1783)
- 21 czerwca – Mykoła Markewycz, ukraiński i rosyjski historyk, etnograf, poeta i kompozytor (ur. 1804)
- 26 sierpnia – Friedrich Silcher, niemiecki kompozytor (ur. 1789)

Data dzienna nieznana
- Ignacy Platon Kozłowski – polski kompozytor, pianista i pedagog muzyczny (ur. 1786)

## Opera
- 13 stycznia – Breitkopf and Härtel publikuje skompletowaną operę Tristan i Izolda Richarda Wagnera[1][2]